# جوزپه مارتانو
جوزپه مارتانو (ایتالیایی: Giuseppe Martano; ۱۰ اکتبر ۱۹۱۰ – ۲ سپتامبر ۱۹۹۴) دوچرخه‌سوار اهل ایتالیا بود.
او در مسابقات کشوری و بین‌المللی در مجموع برندهٔ ۲ مدال طلا شده‌است.